# Al Ayre Español
Al Ayre Español est un ensemble vocal et instrumental espagnol, dont les critères d'interprétation se basent sur le courant historique et utilisent des instruments d'époque. Il a été fondé en 1988 par son directeur Eduardo López Banzo (claveciniste). Le nom de l'ensemble s'inspire du titre d'une Fuga para guitarra (« fugue pour guitare ») du compositeur Gaspar Sanz.

## Histoire
L'ensemble est principalement connu pour ses interprétations de musique de compositeurs du Baroque espagnol, notamment José de Nebra, José de Torres, Sebastián Durón, Antonio de Literes, etc. Depuis décembre 2003, Al Ayre Español a élargi son répertoire en incorporant à ses programmes d'autres compositeurs, tels que Haendel, Bach, Alessandro et Domenico Scarlatti, Mozart ou Haydn.
Depuis sa présentation au Festival d'Utrecht, il a donné de nombreux concerts partout dans le monde et participé à de prestigieux festivals et se produisant dans des salles comme les Konzerthaus et Musikverein de Vienne, Concertgebouw d'Amsterdam, Festival vont Vlaanderen en Belgique, Internationale Festtage Alter Musik Stuttgart, Lufthansa Festival de Londres, Festivals de Saintes, Ambronay et Beaune, à l'Opéra-Comique à Paris, Library of Congress Washington, Festival Cervantino au Mexique, Festival du lac de Constance en Suisse, etc.
Al Ayre Español a aussi enregistré de la musique pour les radios et télévisions telles que : NOE et KRO (Pays-Bas), BRT (Belgique), Süddeutsche Rundfunk, Südwestfunk, MDR et Deutschland Radio (Allemagne), Radio France, Radio Classique (France), BBC, ORF, RTVE, etc.
Chaque année, ils ont reçu de nombreux prix discographiques, tels que : Éditeur’s Choice de Gramophone, Choc Annuel de Le Monde de la musique, Diapason d’Or, 10 de Répertoire et Télérama (France), Fono Forum (Allemagne), CD Compact (Espagne) et, grâce au labeur de son directeur dans la récupération du patrimoine musical baroque espagnol, le Prix national de musique espagnole en 2004. 
Depuis l'an 2004, l'ensemble se produit avec le soutien du Gouvernement d'Aragon et l'Auditorium de Saragosse.

## Discographie
- 1994 - Barroco Español - Vol. I: « Mas no puede ser ». Villancicos. Cantatas et al. Deutsche Harmonia Mundi 05472 77325 2
- 1995 - Barroco Español - Vol. II: « Ay Amor ». Zarzuelas. Deutsche Harmonia Mundi 05472 77336 2
- 1997 - Barroco Español - Vol. III: « Quando muere el sol ». Música penitencial en la Capilla Real de Madrid. Deutsche Harmonia Mundi 05472 77376 2
- 1998 - Antonio de Literes, Los Elementos. Ópera armónica al estilo italiano. Deutsche Harmonia Mundi 05472 77385 2
- 1999 - J. de Torres, Cantadas. Spanish Solo Cantatas (XVIIIe siècle). Deutsche Harmonia Mundi 05472 77503 2
- 1999 - Quarenta horas. Deutsche Harmonia Mundi 74321 72619 2
- 2001 - Antonio de Literes, Acis y Galatea. Deutsche Harmonia Mundi 05472 77522 2
- 2001 - José de Nebra, Miserere. Deutsche Harmonia Mundi 05472 77532 2
- 2003 - Antonio de Literes, Júpiter y Semele. Júpiter y Semele o El estrago en la fineza. Harmonia Mundi Ibérica 987036.37 (2 CD)
- 2004 - A Batallar Estrellas. Música de las Catedrales españolas del s. XVII. Harmonia Mundi Ibérica 987053
- 2005 - La Cantada Española en América. Harmonia Mundi Ibérica 987064
- 2006 - José de Nebra, Arias de Zarzuelas. Harmonia Mundi Ibérica 987069
- 2007 - Haendel, Amadigi di Gaula. Ambroisie AM 133
- 2008 - Haendel, Rodrigo. Ambroisie AM 132
- 2011 - José de Nebra, Esta dulzura amable. Cantates sacrées.
- 2012 - Haendel Memories. Une sélection des Grands Concertos op. 6. (Challenge Classics CC72548)
- 2015 - Georg Friedrich Händel - To all Lovers of Musick Sonatas Op. 5 (Challenge Classics CC72663)
- 2019 - Georg Friedrich Händel - Trio Sonatas Op. 2 (Challenge Classics CC72797)

Albums avec autres ensembles :
- 2001 - Resonanzen 2001. Viva España ! ORF « Edition Alte Musik » CD 281 (3 CD + CD (dts)). (Fiche sur medieval.org)